# Lomanoše
Lomanoše – wieś w Słowenii, w gminie Gornja Radgona. W 2018 roku liczyła 243 mieszkańców.